# ユーロトラッシュ
ユーロトラッシュ (米: Eurotrash) は、アメリカ合衆国における英語であるアメリカ英語のスラングの一つで、ヨーロッパの人間、乃至はヨーロッパからの移民を指す蔑称。日本語に直訳すると「ヨーロッパのゴミ」という意味である。
ヨーロッパの特定の国家または地域の出身者に対して用いられるものではなく、東西ヨーロッパも中央ヨーロッパも全て含めた広義の『ヨーロッパ』の出身者全般に対して用いられるものとなっている。
これは、ヨーロッパからの移民や旅行者が自らの出身国をアメリカにおいて言ったところで、当のヨーロッパ人達の期待に反して、多くのアメリカ人は例えばフランスやイギリスやチェコといった国の位置を知らないのは当然ながら、その国名から何も連想できないため、そうした反応に慣れたヨーロッパからの移民や旅行者は仕方なく単に『ヨーロッパの出身』と説明することが多く、そうした事情が背景にあり、そこから『ヨーロッパ人』をひとまとめに差別するこの言葉が定着することとなった。
この単語の包含する意味は、多くの場合において、アメリカ合衆国における『ヨーロッパ人』それ自体についてのステレオタイプを継承する。すなわち、男性に対して用いられる際は、メトロセクシャル(外見や生活様式への強い美意識を持ちそこに多大な時間と金とを注ぎこむ男性)、ナード(根暗)、スラッカー(努力しない人)、ペドフィル(13歳以下の子供を性的に愛する人)、ゲイ(男性同性愛者)、ファゴット(ゲイ・軟弱者)等の意味を含む。女性に対して用いられる際は、ヤリマン(不特定多数の男性と積極的に性行為の関係を持つ女性)、ファグ・ハグ(ゲイを愛する女性)、貧相なフェミニスト(女権論者)等の意味を含む。性別に関係なく用いられる際は、堕落的、時代遅れの容姿、人種差別主義者、稚拙な英語(Broken English)を喋る、グリーン(環境保護論者。多くの場合「嫉妬深い」("with envy"や"jealous")という形容詞が付く)、恩知らずの農民、文明国を敵視する遠方の野蛮人、といった意味の含みを持つ。